# 莱卡翁
吕卡翁（Lycaon, Lykaon, 希腊语：Λυκάων），在希腊神话中狼人被称为“Lycanthrope”，吕卡翁原先是是阿卡迪亚的国王，有许多妻子、五十个儿子和一个叫卡里斯托的女儿，由于宙斯在前往阿卡迪亚的时因为膽敢試探宙斯的能力，將自己的其中一個兒子宰殺、烹煮後拿來供奉宙斯。根據奧維德的作品《變形記》中的敘述，宙斯早就察覺此事，為了懲罰他的殘酷狂妄，而將其詛咒成变為一匹狼。

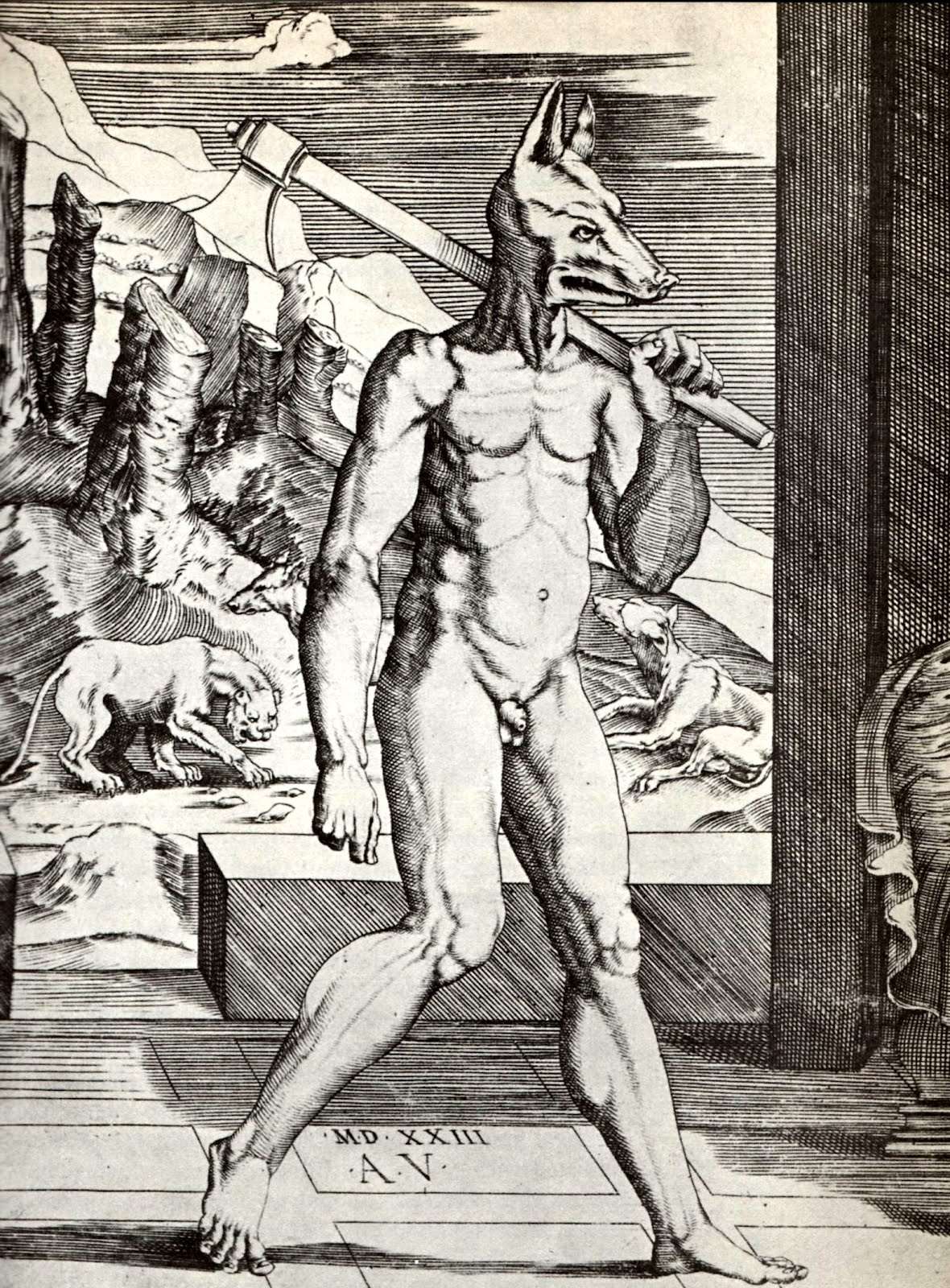
吕卡翁國王被宙斯變成狼（16世紀的繪畫）

1. ↑  《世界人名翻译大辞典》. .   [2024-01-26]. （原始内容存档于2024-01-26）.
2. ↑  . www.theoi.com.   [2017-08-16]. （原始内容存档于2021-05-07） （英语）.
3. ↑  . Encyclopedia Britannica.   [2017-08-16]. （原始内容存档于2021-05-07） （英语）.